# Heinrich Lamprecht, Dampf-Straßenwalzenfabrik
Heinrich Lamprecht, Dampf-Straßenwalzenfabrik war ein Hersteller von Automobilen aus Österreich-Ungarn.

## Unternehmensgeschichte
Das Unternehmen aus Trutnov stellte Dampf-Straßenwalzen her. 1907 entstanden auch einige Automobile, die unter dem Markennamen Lamprecht vermarktet wurden. Es ist nicht bekannt, wann das Unternehmen aufgelöst wurde.